# Mjöviksstrand
Mjöviksstrand, tidigare Mjövik, är en småort i Nättraby socken i Karlskrona kommun i Blekinge län.